# Sorry We Missed You
Sorry We Missed You è un film drammatico del 2019 diretto da Ken Loach e sceneggiato da Paul Laverty.

## Trama
Ricky ed Abbie sono una coppia di Newcastle felicemente sposata, solida nei propri principi ed unita ai due figli, il sedicenne Sebastian e l'undicenne Liza.
A causa della crisi economica globale, Ricky perde il lavoro e abbandona il sogno di acquistare una casa propria. Per rilanciarsi nel mondo del lavoro, Ricky chiede ad Abbie di vendere la sua auto per acquistare un furgone con cui poter avviare un'attività di corriere freelance per conto di una grossa ditta di consegne.
Inizialmente Abbie è riluttante, ma alla fine acconsente alla richiesta del marito. Abbie, che fa l'assistente domiciliare per anziani e malati, è quindi costretta ad andare a lavorare presso i suoi clienti, sparsi per tutta Newcastle, con i mezzi pubblici. Sia Abbie che Ricky si trovano così ad essere assorbiti completamente dai rispettivi lavori, i cui ritmi frenetici non lasciano alcuno spazio alla famiglia e ai rapporti di coppia.
Sebastian, adolescente inquieto, soffre particolarmente l'assenza dei genitori e comincia a creare una serie di problemi sia a scuola che fuori, e un giorno viene fermato dalla polizia dopo aver tentato di rubare alcune bombolette spray in un magazzino. La notizia scuote i suoi genitori: Abbie cerca di essere comprensiva con Sebastian, mentre Ricky, in un accesso d'ira, determinata anche dallo stress e dalle pressioni disumanizzanti del lavoro da corriere, colpisce al volto Sebastian.
La piccola Liza, estremamente matura e sensibile per la sua età, subisce pesantemente il clima di tensione familiare, tanto da iniziare a soffrire di grave insonnia, ma nonostante ciò tenta comunque con tutta se stessa di scuotere gli animi per cercare di tenere unita la famiglia. Per un giorno, aiuta il padre nelle sue consegne, sveltendo i tempi di lavoro. Il capo di Ricky, dopo aver ricevuto una lamentela da un cliente, viene a sapere che Ricky ha portato Liza con sé al lavoro, e lo ammonisce, intimandogli di non portare più estranei nel suo furgone.
Un giorno Ricky viene aggredito pesantemente da tre giovani delinquenti che lo derubano della merce nel suo furgone e lo pestano a sangue. Il suo capo, cinico e arrivista, nonostante le precarie condizioni di salute di Ricky, gli telefona solo per informarlo che dovrà ripagare parte della merce rubata, scatenando così la reazione di Abbie, che inveisce contro la sfrontatezza del titolare della ditta.
L'aggressione dà comunque modo a Ricky di riallacciare i rapporti con Sebastian, e la famiglia appare a questo punto l'unico punto saldo in un mondo di precarietà. Tuttavia, la condizione di pesante indebitamento porta Ricky, ancora contuso, e contro la volontà della sua famiglia, a riprendere il lavoro e a guidare il suo furgone verso nuove consegne.

## Produzione

### Sviluppo
L'idea per il film è emersa durante le riprese di Io, Daniel Blake. Il regista Ken Loach e lo sceneggiatore Paul Laverty hanno cominciato a interessarsi della gig economy, cercando di intervistare alcune persone riguardo al loro lavoro, in alcuni casi senza successo.

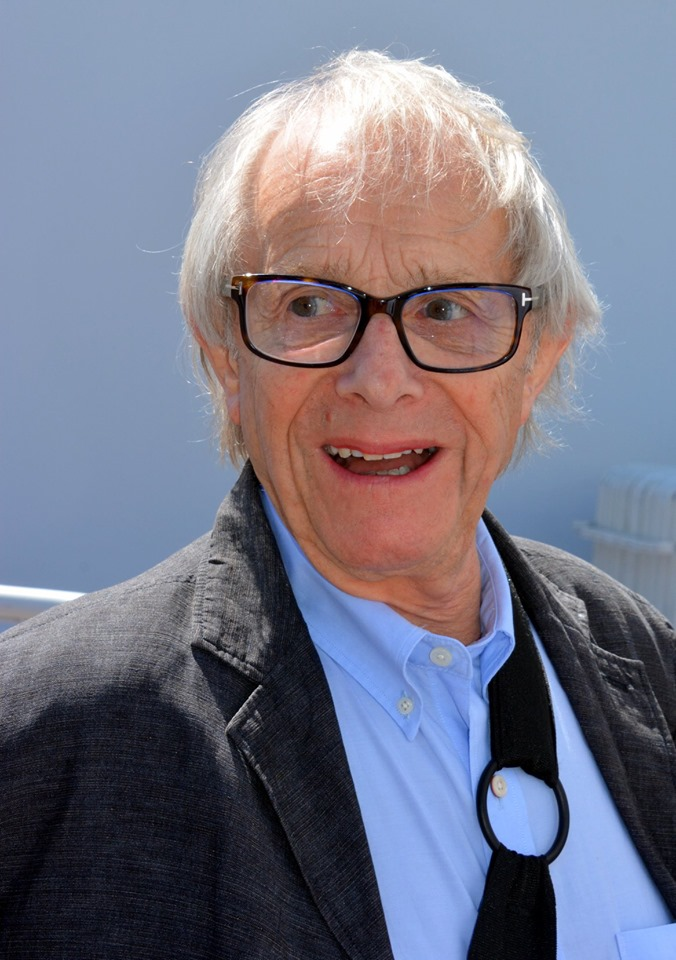
Il regista Ken Loach alla premiere del film al Festival di Cannes 2019

Come riportato da Coming Soon:
"[I]l film è stato girato in ordine cronologico, cosa che non ha permesso agli attori di sapere la trama effettiva fino alla fine. Gli interpreti della famiglia Turner avevano provato tutti insieme prima dell'inizio delle riprese, cosicché ognuno di loro potesse capire i rapporti e le dinamiche familiari. Le riprese sono proseguite piuttosto velocemente e completate in cinque settimane e mezzo."
La produzione del film da parte di Sixteen Films e Why Not è stata sostenuta dagli inglesi BFI e BBC Films, in coproduzione con la casa cinematografica francese Les Films du Fleuve.

### Riprese
Le riprese del film si sono svolte a Newcastle upon Tyne e nelle aree limitrofe durante settembre del 2018.

## Distribuzione
Il film è stato presentato in anteprima il 16 maggio 2019 al Festival di Cannes. È stato distribuito nelle sale cinematografiche britanniche a partire dal 1º novembre 2019 da Entertainment One.
Invece in Italia il film è uscito il 2 gennaio 2020.

## Accoglienza

### Incassi
Solo in Italia, al 23 gennaio 2020, il film aveva incassato 1,1 milioni euro, per poi raggiungere gli € 1,5 milioni in totale. Nel Regno Unito invece il film ha incassato oltre 6,3 milioni di sterline, mentre quasi 9 milioni di dollari in tutto il mondo.

### Critica
Il film è stato acclamato quasi all'unanimità da parte della critica cinematografica.
Sull'aggregatore di recensioni online Rotten Tomatoes il film ha una percentuale di gradimento da parte della critica dell'84%, con un voto in media del 7,58/10, mentre su Metacritic ha un punteggio medio di 79 su 100.
Secondo Tommaso Tocci, Sorry We Missed You rappresenta «il condensato perfetto del Ken Loach di questo tardo periodo. A 83 anni, il regista continua a cesellare ritratti di emergenza sociale nella classe lavoratrice britannica ed europea, facendo seguito a Io, Daniel Blake».
Sia Tocci che Giovanni Bogani elogiano la prova attoriale dei due protagonisti: «Trova sempre dei volti magnifici per raccontare le sue storie, Loach. E sono sempre volti nuovi, spesso gente che col cinema ha avuto poco a che fare. Come questo Kris Hitchen, il protagonista […] Ad ogni film ti aspetti l'incrinatura, qualche attore che suona falso, che “si sente che recita”. E non lo trovi.»
Natalia Aspesi, su Repubblica, si concentra sul messaggio lanciato da Loach, che denuncerebbe con il film la proletarizzazione di ogni mestiere nella società odierna: «Loach si chiede, e obbliga a chiederci mentre soddisfatti con un clic ordiniamo pranzi e vestiti e frigoriferi e cibo per gatti che arriveranno puntuali, se questo sistema sia sostenibile e sino a che punto si espanderà. Non solo quello del digitale ma della proletarizzazione di qualsiasi mestiere. Come influirà non solo sulle persone sempre più arrabbiate e sulle loro famiglie sempre più inquiete, ma anche sulla società, sulla politica, sui governi».
Gabriele Niola, su BadTaste, ritiene invece che Loach forzi un po' troppo la sceneggiatura per confermare il suo assunto teorico-politico: «Sorry We Missed You è ideologico (come sempre Loach) ma semplicistico (come raramente Loach), costruisce una storia in cui tutto va semplicemente male e la impone come realtà».

## Riconoscimenti
- 2020 - Premio BAFTA[15]
  - Candidatura per il miglior film britannico
- 2019 - British Independent Film Awards[16]
  - Candidatura per la miglior sceneggiatura a Paul Laverty
  - Candidatura per il miglior attore a Kris Hitchen
- 2020 - Premio Magritte[17]
  - Miglior film straniero in coproduzione
- 2019 - Festival internazionale del cinema di San Sebastián[18]
  - Premio del pubblico per il miglior film europeo
- 2021 - David di Donatello[19]
  - Candidatura per il miglior film straniero